# Sgt. Pepper's Lonely Hearts Club Band
«Sgt. Pepper's Lonely Hearts Club Band» (укр. Орке́стр клу́бу само́тніх серде́ць сержа́нта Пе́ппера) — восьмий альбом британського рок-гурту The Beatles, що вийшов 26 травня 1967 у Великій Британії, а наступного дня — у США. Запис альбому здійснений протягом 129 днів, починаючи з 6 грудня 1966. Це перший диск, записаний The Beatles з моменту завершення концертної діяльності та зосередження на студійній роботі. Відрізняється надзвичайним стильовим різноманіттям, загадковими текстами пісень, використанням новаторських прийомів звукозапису й нетипових для поп-музики тих часів музичних інструментів.
Чимало музичних критиків називають Sgt. Pepper's Lonely Hearts Club Band одним із найвпливовіших альбомів в історії популярної музики. Зокрема, у 2003 році він був названий найкращим альбомом всіх часів журналом Rolling Stone. Платівка також посідає дев'яте місце в списку альбомів — світових лідерів продажів з накладом у понад 30 мільйонів примірників.

## Підґрунтя
Під час запису альбому бітломанія все ще була в самому розпалі. Учасники ансамблю поступово втомилися від виснажливих гастролей і, відігравши не дуже вдалий концерт у Лос-Анджелесі (звідки їх відвезли в кузові фургона), вони вирішили припинити концертну діяльність і відтепер працювати винятково у студії. У гурту тепер було достатньо вільного часу, який можна було використати для підготовки нового альбому. Оскільки The Beatles були головним джерелом прибутку компанії EMI, вони отримали практично необмежений доступ до засобів студії «Еббі Роуд».
1966—1967 роки в цілому стали переломними у житті ансамблю. Змінився імідж музикантів — вони відростили довге волосся, вуса й бороди, а Джон Леннон став носити круглі окуляри. Розширився список музичних вподобань членів гурту — від простого рок-н-ролу, блюзу й поп-музики вони прийшли до розмаїття стилів; Пол Маккартні зацікавився творчістю німецького авангардиста Карлгайнца Штокгаузена, а Джордж Гаррісон захопився індійською музикою. У записах стали використатися нові інструменти — струнні й духові, орган Хаммонда, екзотичні східні інструменті (зокрема ситар), різні студійні ефекти звукозапису. Змінилася тематика текстів пісень. Крім того, Леннон виступив у новому для себе амплуа актора, виконавши головну роль у фільмі «Як я виграв війну» (англ. How I Won the War), Маккартні написав музику до британської кінострічки «Як скаже родина» (англ. The Family Way), а Гаррісон відправився в Індію навчатися гри на ситарі у відомого музиканта Раві Шанкара.
У 1966 році Маккартні послухав альбом Pet Sounds американського гурту The Beach Boys, який глибоко вразив його своїми мелодійністю й новаторством та надихнув на створення музичного альбому, який зміг би досягнути його рівня. У Маккартні зародилася ідея концепції майбутньої платівки: він запропонував начебто перевтілитися в іншу групу — «Оркестр Сержанта Пеппера». Це був період, коли Маккартні став відігравати в ансамблі більшу роль, ніж Леннон. Адже ідея щодо «Сержанта Пеппера» належала саме йому. Уперше за історію The Beatles позначилося явне домінування одного учасника над іншими. Разом з цим, альбом називають останньою студійною роботою, над якою The Beatles працювали разом, а не розрізнено: це відзначають Хантер Девіс у книзі «The Beatles. Авторизована біографія» і Рінго Старр у своїй автобіографії.
Незвично довга перерва між виходом довгогральних платівок The Beatles (останній студійний альбом Revolver вийшов у серпні 1966 року), у сукупності з припиненням ними концертної діяльності, викликала серйозне невдоволення в керівництва EMI. Менеджер гурту Браян Епштейн наполіг на тому, щоб дві нещодавно записані пісні — «Strawberry Fields Forever» і «Penny Lane», — випустили на синглі. Вони вийшли у лютому 1967 року й надалі не потрапили до альбому (як і більшість пісень із синглів 1963-1969 років). Крім того, не було включено до платівки й записаної тоді пісні Джорджа Гаррісона «Only a Northern Song (пізніше її використали в мультфільмі «Жовтий підводний човен», і вона вийшла в альбомі Yellow Submarine 1969 року).
Альбом записували протягом приблизно трьох місяців; його створення зайняло майже 700 годин студійної роботи. Загальні витрати склали 25 тисяч фунтів стерлінгів.

## Технічні деталі
Усі композиції альбому були записані у студії «Еббі Роуд» з використанням моно-, стерео- й чотирьохдоріжкових записуючих пристроїв (восьмидоріжкові пристрої вже використовувались у США, але в студіях «Еббі Роуд» вони з'явилися тільки наприкінці 1967 року, тобто вже після випуску альбому).
The Beatles записували окремі партії інструментів на різні доріжки, а потім ці записи зводилися на один трек. Однак внаслідок таких багаторазових накладень звукових фрагментів виникала проблема посилення стороннього шуму, і «Сержант Пеппер» став одним з перших альбомів у світі, де була використана система шумопригнічення Dolby NR. Робота здійснювалася за участю нового звукооператора гурту Джеффа Імерика й постійного продюсера й звукорежисера The Beatles Джорджа Мартина.
У записі також використали техніки фланжування і фазування, поліпшену техніку створення відлуння й реверберації, педаль «ва-ва», фуззбокс, підсилювач Leslie speaker. Крім того, Маккартні відкрив для себе можливість прямого підключення бас-гітари до підсилювача на звукозаписному пульті, що робило звучання інструменту незвичнішим.
Одною з новинок звукозаписної технології того часу, використаної при записі, стала система ADT (Automatic Double Tracking). Вона дозволяла робити миттєву дуплікацію записуваного звуку. Систему винайшов у 1966 році Кен Тауншенд, інженер EMI, і «Сержант Пеппер» став першим альбомом у світі, на якому використали дану технологію.
Прийом зміни швидкості програвання окремих інструментальних або вокальних партій використали, зокрема, у пісні «Lucy in the Sky With Diamonds», де сповільнено деякі ділянки запису інструментального супроводу.
Вже після запису альбому Джордж Мартін вирішив відмовитися від традиційних трисекундних пауз між піснями, щоб створити відчуття цілісності платівки: внаслідок цього, пісня «Sgt. Pepper's Lonely Hearts Club Band» переходить в «With a Little Help From My Friends»; «Good Morning, Good Morning» — в репризу першої композиції, а та, в свою чергу, в «A Day in the Life». Деякі відмовляли його від цього, посилаючись на те, що слухач не зможе знайти початок уподобаної пісні. Але продюсер був певен, що слухати будуть всю платівку з першої борозенки до канавки сходу на другій стороні.
Альбом містив і досить незвичайне нововведення — у самому кінці платівки за ідеєю Леннона помістили писк із частотою близько 15 кілогерців, «спеціально, щоб дратувати вашого собаку» (цей звук відсутній на американському виданні альбому 1967 року). Відразу після нього звучить запис сміху й фрагмент незв'язної розмови, що нескінченно повторюється. До подиву членів гурту, деякі шанувальники, програвши цей фрагмент задом наперед, почули якесь «тайне послання», причому, з нецензурною лексикою.

### Моно- та стерео-версії
Альбом випустили одночасно у двох варіантах — моно і стерео, причому дві версії значно відрізняються. Наприклад, пісня «She's Leaving Home» у стерео-міксі звучить повільніше, ніж у моно, а «Lucy in the Sky With Diamonds», навпаки, у стерео-версії — швидше й містить кілька додаткових ефектів. Голос Маккартні в коді композиції «Sgt. Pepper's Lonely Hearts Club Band (Reprise)» добре чутний у моно, але практично нерозрізнимий у стерео. Півнячий крик на початку «Good Morning, Good Morning» у стерео-міксі трохи зрушений за часом відносно моно. Більше ефектів використано в кінцівці моно-версії пісні «Being for the Benefit of Mr. Kite!»
Зараз моно-версія альбому є раритетом, тому що її вже давно не випускають, а на компакт-диску виходив тільки стерео-мікс.

## Концепція альбому
У 1967 році учасники ансамблю вже входили до числа найвідоміших у світі персон, однак створений ними образ молодих і дотепних плеканців долі вже набрид музикантам. Першим кроком до відходу від сформованого іміджу стала радикальна зміна зовнішності. Вся четвірка відростила вуса, бороди й бакенбарди, а акуратні класичні костюми було змінено на яскраві одягання. «Оркестр сержанта Пеппера» був придуманий Маккартні з тією ж метою — він збагнув, що метаморфоза допоможе The Beatles розкріпачитися й звільнитися від обридлого образа.
Ідея про те, що платівку представлено не The Beatles, а іншим гуртом, стала основною концепцією альбому. Їй відповідають порядок композицій (альбом починається із пісні «Sgt. Pepper's Lonely Hearts Club Band», що представляє публіці оркестр та її вигаданого лідера Біллі Ширса, який потім виконує сольний номер) і обкладинка альбому (музиканти одягнені у вигадливі костюми, а їхні воскові фігури першої половини 1960-х стоять осторонь). Цю концепцію надалі було представлено в мультфільмі «Жовтий підводний човен», де The Beatles і «Оркестр сержанта Пеппера» — не тотожні, хоча наприкінці мультфільму члени The Beatles перевтілюються в цей оркестр.
Однак після запису перших двох пісень і репризи концепція фактично вичерпала себе. Леннон стверджував, що написані ним пісні не мають нічого спільного із задумкою Пола. Інші пісні також на перший погляд не зв'язані між собою, і тому можна було б сказати, що насправді в альбомі немає певної домінуючої теми. Проте завдяки згуртованій структурі, ретельному впорядкуванню й модуляції, альбом все-таки був визнаний одним з перших прикладів концептуального альбому.
Ще до запису «Сержанта Пеппера», The Beatles почали роботу над циклом пісень, об'єднаних темами дитинства, ностальгії й повсякденного життя, які стали би матеріалом для нової платівки. Першими піснями цієї серії були «Penny Lane» і «Strawberry Fields Forever» — ті самі, що гурт випустив на синглі під тиском Епштейна й компанії ЕМІ. Після виходу цих двох пісень проєкт відклали заради роботи над «Пеппером». Однак його ідеї простежуються в текстах більшості пісень цієї платівки («Day in the Life», «Lovely Rita», «Good Morning, Good Morning», «She's Leaving Home», «Getting Better», «When І'm Sixty-Four») і, на думку деяких критиків, саме ці теми поєднують пісні альбому й складають його концепцію.

## Обкладинка

Внутрішня сторона конверту альбому

За результатами опитування, проведеного серед британських шанувальників музики, а також згідно з журналом Rolling Stone, обкладинка Sgt. Pepper's… є найпопулярнішою серед обкладинок музичних альбомів. Вона була створена художником Пітером Блейком і фотографом Майклом Купером. Автори ідеї — дизайнер Роберт Фрейзер і Пол Маккартні.
Передня сторона обкладинки становить собою барвисту композицію з картонних фігур різних відомих людей у натуральний розмір, і членів The Beatles у центрі; їхніх воскових фігур з музею мадам Тюссо; барабана з написом «Sgt. Pepper's Lonely Hearts Club Band»; могили з викладеним з квітів написом «Beatles» і бас-гітари; ще декількох різноманітних предметів як-от: свічник, телевізор, дві кам'яні фігури, статуетка Білосніжки, фігура індійської богині Лакшмі, кальян, туба, садовий гном, лялька з написом «Welcome the Rolling Stones» (Ласкаво просимо, Роллінґ Стоунз) на светрі (Леннон якось сказав про Роллінґ Стоунз: «Тільки-но ми щось винайдемо в музиці, вони через місяць або рік це повторюють.»)
Роберт Фрейзер, один з лідерів британського мистецтва 1960-х, був знайомим Пола Маккартні. Фрейзер переконав його й всю четвірку відмовитися від першого варіанта обкладинки альбому, запропонованого групою художників The Fool і запропонував власну кандидатуру на роль артдиректора. Для роботи над обкладинкою він запросив відомого художника Пітера Блейка.
За словами Блейка, спочатку передбачалося, що музиканти в образі «Оркестру сержанта Пеппера» будуть зображені граючими в парку. У процесі розробки концепції ця ідея трансформувалася в остаточний варіант обкладинки Sgt. Pepper's….
Схожі на військову уніформу костюми для музикантів були розроблені дизайнером Мануелем Куєвасом, пошиті з атласу й пофарбовані в яскраві кольори. «Форму» трьох музикантів прикрашає значок або орден: Орден Британської Імперії в Маккартні й Гаррісона, герб Великої Британії у Леннона й значок поліції провінції Онтаріо в Маккартні.
Серед більш ніж сімдесяти картонних фігур, що оточують членів групи, можна побачити зображення видатних осіб, серед яких є Марлен Дітріх, Ділан Томас, Боб Ділан, Зиґмунд Фрейд, Едгар Аллан По, Карл Маркс, Оскар Вайльд, Марлон Брандо, Фред Астер, Мерилін Монро, Бернард Шоу, Альберт Ейнштейн, Мухамед Алі, Карлгайнц Штокгаузен, Олдос Гакслі, Олівер Гард, Тоні Кертіс, папа Римський, Вільям Берроуз, Льюїс Керролл. Крайня фігура ліворуч у третьому ряді зображує Стюарта Саткліффа, покійного екс-басиста The Beatles.

Задня сторона конверту з текстами пісень. Фото, на якому Маккартні єдиний повернутий спиною, стало одним із доказів легенди про його смерть

Більшість фігур з'явилося на обкладинці з ініціативи Маккартні, Леннона й Гаррісона. Деякі ідеї належали Блейку й Фрейзеру, а Рінго Старр залишив право вибору іншим і не став брати участі у складанні списку. Деякі персоналії, що спочатку були у цьому списку, у наслідку не потрапили на обкладинку. Актор Лео Горсі зажадав грошової винагороди за право розміщати його портрет; Мохандас Ганді був вилучений на прохання керівників EMI, які боялися, що використання зображення духовного лідера Індії негативно позначиться на продажах альбому в цій країні; мексиканський актор Герман Вальдес попросив замінити його фігуру на дерево. З етичних причин було вирішено відмовитися й від запропонованих Ленноном Ісуса Христа й Адольфа Гітлера (На деяких неопублікованих раніше фото Гітлер все таки присутній, але захований за учасниками гурту). Акторка Мей Вест спочатку заборонила використати своє зображення, заявивши «Що мені робити в клубі самотніх сердець?», але після того, як члени гурту надіслали її листа, все-таки дала згоду на розміщення своєї фігури на обкладинці.
Внутрішню сторону конверту займає фотографія The Beatles у тих самих костюмах, що й на передній стороні, сидячи вчетверо на жовтому фоні. На задній стороні розміщені тексти всіх пісень — уперше в історії гурту.

## Музика
Композиції альбому відрізняються складними аранжуваннями. Наприклад, в «When І'm Sixty-Four» задіяний кларнетовий ансамбль і використані різні спецефекти — луна, реверберація, програвання плівки із записом задом наперед. «Being for the Benefit of Mr. Kite!», що закриває першу сторону альбому, включає незвичайний звуковий колаж, створений Джорджем Мартіном і його інженерами на основі записів парового органу й шарманки. Плівка із записом була розрізана на шматки, які потім були перемішані й склеєні у випадковому порядку. Композиція в стилі рага-рок, «Within You Without You», що відкриває другу сторону, незвичайно довга для поп-пісні. Гаррісон, автор пісні, був єдиним учасником ансамблю, що взяв участь у її записі. Він записав вокал, зіграв на ситарі й акустичній гітарі, а інші інструментальні партії виконали запрошені індійські музиканти. Практично весь супровід пісні був зіграний на традиційних індійських інструментах. Один з таких інструментів, табла, також прозвучав у «Lucy in the Sky with Diamonds» і «Getting Better».
У записі платівки були використані духові й струнні інструменти, а також різноманітні клавішні — електричне фортепіано, піаніно, глокеншпіль, мелотрон, рояль («A Day in the Life»), орган Лоурі («Lucy in the Sky with Diamonds»), клавесин («Fixing a Hole»), фісгармонія («Being for the Benefit of Mr. Kite»).

## Огляд
Sgt. Pepper's Lonely Hearts Club Band став першим альбомом The Beatles, що вийшов з ідентичним списком композицій у Великій Британії й США.

### Перша сторона
«Sgt. Pepper's Lonely Hearts Club Band» 
- Переклад: «Оркестр клубу самотніх сердець сержанта Пеппера»
- Автори — Леннон / Маккартні
- Тривалість — 2:02
- Записано: 1, 2 лютого, 3, 6 березня 1967 року
- Вокал — Пол Маккартні

Заголовна пісня альбому фактично є увертюрою й знайомить слухачів з вигаданим «Оркестром сержанта Пеппера» і його лідером Біллі Ширсом. Відразу ж після того, як називається це ім'я, починається наступна пісня з вокалом Рінго Старра, що дозволяє припустити, що він й є Біллі Ширс. (Іншої думки дотримуються прихильники легенди про смерть Пола Маккартні.) Прізвище Ширс (Shears, буквально — ножиці) було придумано для рими зі словом years (роки).
«With a Little Help From My Friends»
- Переклад: «З невеликою допомогою моїх друзів»
- Автори — Леннон / Маккартні
- Тривалість — 2:44
- Записано: 29, 30 березня 1967 року
- Вокал — Рінго Старр

Пісня була написана спільно Ленноном і Маккартні спеціально для Рінго Старра, який виступив солістом. Ця композиція фактично випливає з попередньої — пісні з'єднано грою на електричному органі Джорджа Мартіна.
«Невелика допомога друзів» виражалася у вокальному аранжуванні з урахуванням здібностей Рінго. «Хлопці пишуть для мене такі пісні, які неважко співати», говорив Старр. Вираз «lend me your ears» (Позичте мені ваші вуха) взято з п'єси «Юлій Цезарь» Шекспіра.
Первісна назва пісні — «Bad Finger Boogie» — пізніше дала ім'я рок-гурту Badfinger, відомого раніш як The Iveys.
«Lucy in the Sky With Diamonds» слухатиⓘ
- Переклад: «Люсі в небі з діамантами»
- Автори — Леннон / Маккартні
- Тривалість — 3:28
- Записано: 1, 2 березня 1967 року
- Вокал — Джон Леннон

За словами Леннона, на написання цієї пісні його надихнув малюнок сина Джуліана, на якому була зображена його однокласниця Люсі О'Доннелл в небі з діамантами. Композиція спричинила скандал, коли назву пісні витлумачили як зховану абревіатуру LSD (галюциноген ЛСД), — як натяк на те, що зміст пісні є описом галюцинацій Леннона.
Музичний супровід пісні розтягнутий за часом на чверть, завдяки чому звук став тягучим і розсіяним.
«Getting Better»
- Переклад: «Кращає»
- Автори — Леннон / Маккартні
- Тривалість — 2:47
- Записано: 9, 10, 21, 23 березня 1967 року
- Вокал — Пол Маккартні

Фразу, що стала назвою пісні, часто вживав Джиммі Нікол, барабанщик, що під час австралійського турне The Beatles в 1964 році заміняв на концертах захворілого Старра. Майже весь текст склав Маккартні, куплет про жінку належить Леннону.
«Fixing a Hole» 
- Переклад: «Зашпаровуючи діру»
- Автори — Леннон / Маккартні
- Тривалість — 2:36
- Записано: 9, 21 лютого 1967 року
- Вокал — Пол Маккартні

Складена під час ремонтних робіт на фермі Пола Маккартні в Шотландії. Він співає, акомпануючи собі на клавесині, гітарне соло виконав Джордж Гаррісон. Версії про походження тексту варіюються від побаченого Маккартні мультфільму про крота до героїнової залежності — вираз to fix a hole на сленгу також значить «проробляти дірку у вені, впорскувати наркотик». Як розповів сам автор, «це пісня про діру на вулицю, у яку заливається дощ і заважає думкам текти, куди вони течуть. Це вплив речей ззовні. Якщо ж ти наркоман, що сидить у комнати „проробляючи діру“ [у вені], тоді ти зрозумієш цю пісню по-своєму, але коли я її писав, то мав на увазі тріщину або безбарвну діру, яку я б розфарбував»
«She's Leaving Home»
- Переклад: «Вона залишає дім»
- Автори — Леннон / Маккартні
- Тривалість — 3:35
- Записано: 17, 20 березня 1967 року
- Вокал — Пол Маккарті й Джон Леннон

Інструментальний супровід у цій пісні струнним квартетом під керівництвом Майка Ліандера, а вокальні партії виконано Ленноном і Маккартні. За словами другого, ідея пісні виникла в нього після прочитання замітки в газеті про збіглу дівчину.

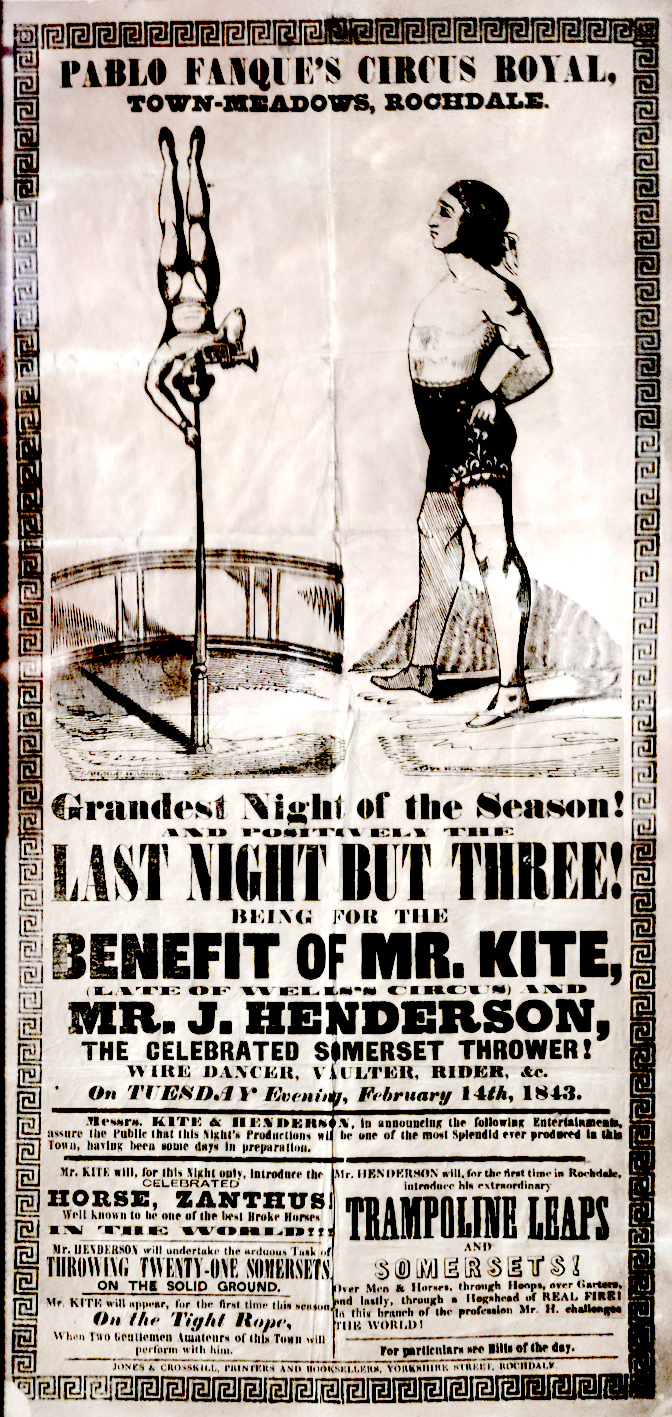
Циркова афіша, яка натхнула Леннона на написання пісні «Being for the Benefit of Mr. Kite!»

«Being for the Benefit of Mr. Kite!»
- Переклад: «Усе для бенефіса містера Кайта»
- Автори — Леннон / Маккартні
- Тривалість — 2:37
- Записано: 17, 20 лютого, 28, 29, 31 березня 1967 року
- Вокал — Джон Леннон

Слова пісні являють собою перероблений текст циркової афіші 1843 року, що Леннон купив в антикварному магазині в графстві Кент. Для створення атмосфери карнавалу були використані записи парового органа і ярмаркової шарманки, розрізані на частині й знову склеєні у випадковому порядку.

### Друга сторона
«Within You Without You» 
- Переклад: «У тобі, без тебе (поза тобою)»
- Автор — Джордж Гаррісон
- Тривалість — 5:05
- Записано: 15, 22 березня, 3, 4 квітня 1967 року
- Вокал — Джордж Гаррісон

Номер у індійському стилі й на індуїстську тематику, відображає інтерес Гаррісона до індійської культури. На написання пісні його надихнув рядок з духовної книги: «Життя тече в тобі й поза тобою», який йому процитувала Дженні Бойд, сестра його дружини. Музичний супровід був записаний Гаррісоном і декількома індійськими музикантами без участі інших членів The Beatles. У середній частині композиції крім індійських інструментів використовуються й європейські, їхні партії були вставлені в пісню Джорджем Мартіном за згодою Гаррісона. Мартін назвав пісню «механічною сумішшю східної екзотики й західного пуританизму». За ідеєю Гаррісона, сміх наприкінці повинен був дати «розрядку» після серйозного тону й нагадати слухачам про присутність публіки.
«When І'm Sixty-Four»
- Переклад: «Коли мені буде 64»
- Автори — Леннон / Маккартні
- Тривалість — 2:37
- Записано: 6, 8, 20, 21 грудня 1966 року
- Вокал — Пол Маккартні

Ця пісня була написана Полом Маккартні у віці 16 років до дня народження його батька, ще за десять років до запису «Сержанта», і коли почалася робота над альбомом, він вирішив, що «When І'm Sixty-Four» вдало вписується в складену концепцію. Щоб надати композиції атмосфери початку століття, в аранжуванні були використані віолончель і три кларнети.
«Lovely Rita»
- Переклад: «Чарівна Рита»
- Автори — Леннон / Маккартні
- Тривалість — 2:42
- Записана: 23, 24 лютого, 7, 21 березня 1967 року
- Вокал — Пол Маккартні

Одна з декількох романтичних пісень Маккартні на альбомі. Складена ним після знайомства з дівчиною на ім'я Міта Девіс, робітницею автостоянки неподалік від студії «Еббі Роуд» (ім'я Міта співзвучно зі словом meter; meter maid — контролер платних автостоянок у США).
Фортепіанний програш наприкінці пісні виконано Джорджем Мартіном — його незвичайне звучання досягнуто тим, що Мартін обмотав тонвал стрічкопротягувального механізму клейкою стрічкою й при записі зміксував із прямим сингалом від рояля. Додатковий психоделічний ефект надала гра на гребінці.
«Good Morning, Good Morning»
- Переклад: «Доброго ранку, доброго ранку»
- Автори — Леннон / Маккартні
- Тривалість — 2:41
- Записано: 8, 16 лютого, 13, 28, 29 березня 1967 року
- Вокал — Джон Леннон

За словами Леннона, на написання цієї пісні його надихнула телевізійна реклама кукурудзяних пластівців «Kellogg's», що починалася зі слів «Good morning, good morning». У записі взяли участь музиканти з ансамблю Sounds Incorporated, які грають на трьох саксофонах, двох тромбонах і валторні.
У пісні використано записи звуків тварин: півнячий крик, котяче нявкання, собачий гавкіт тощо. Деякі критики обвинувачували гурт в тому, що цією знахідкою вони намагаються прикрити вогкість матеріалу, і що прийом украдений з альбому Pet Sounds The Beach Boys, наприкінці якого звучать собачий гавкіт і шум потяга.
«Sgt. Pepper's Lonely Hearts Club Band (Reprise)»
- Переклад: «Оркестр клубу самотніх сердець сержанта Пеппера (реприза)»
- Автори — Леннон / Маккартні
- Тривалість — 1:18
- Записано: 1 квітня 1967 року
- Вокал — Пол Маккартні

Реприза пісні «Sgt. Pepper's Lonely Hearts Club Band» — останнє звернення ансамблю до уявлюваної публіки. Відрізняється від оригіналу швидшим темпом, відсутністю духових інструментів і довжиною — це одна з найкоротших пісень The Beatles. Ідея помістити наприкінці альбому репризу заголовного треку належала особистому асистентові гурту, Нілу Аспінолу.
«A Day in the Life»
- Переклад: «Один день із життя»
- Автори — Леннон / Маккартні
- Тривалість — 5:33
- Записана: 19, 20 січня, 3, 10, 22 лютого, 21 квітня 1967 року
- Вокал — Джон Леннон, Пол Маккартні (середня частина)

Пісня складається із двох частин, одна з яких написана Ленноном, а інша — Маккартні, причому Маккартнієву частину вставлено в середину складеної Ленноном. Фрагменти значно розрізняються між собою темпом й з'єднані крещендо симфонічного оркестру із сорока однієї людини, спеціально запрошеного для запису пісні. Фінальний акорд пісні триває 42 секунди; він узятий у десять рук на чотирьох інструментах (трьох фортепіано і фісгармонії).

### Альтернативний порядок пісень на першій стороні
У буклеті CD альбому 1987 року видання розповідається, що при роботі над альбомом спочатку розглядався інший порядок пісень на першій стороні платівки. Перепрограмувавши порядок треків на компакт-диску (такою функцією постачені всі CD-програвачі), можна ознайомитися з первісною концепцією альбому:
1. «Sgt. Pepper's Lonely Hearts Club Band»
2. «With a Little Help From My Friends»
3. «Being for the Benefit of Mr. Kite!»
4. «Fixing a Hole»
5. «Lucy in the Sky With Diamonds»
6. «Getting Better»
7. «She's Leaving Home»

## Реакція критиків
Відразу після випуску альбом одержав визнання як критиків, так і слухачів. Різноманітні огляди альбому, які з'явилися в пресі в червні 1967 року, загалом були сприятливими. У журналі The Times авторитетний критик Кеннет Тайнен назвав альбом «ключовим моментом в історії західної цивілізації». Хвалебні рецензії опублікували також і критики Річард Пуар'є й Джефрі Стокс (другий відзначив, що «слухаючи музику цього альбому, міркуєш не тільки про історію популярної музики, але й про історію всього сторіччя»)
Одним з відомих критиків, хто не був у захопленні від платівки, був Річард Гольдштейн із «Нью-Йорк Таймз». Він назвав роботу «зіпсованою, як розпещена дитина», «насиченою спецефектами, але в підсумку оманною», яка «смердить арфами, ріжками, гармошками, звуками звірів й оркестром з 41 особи». З іншого боку, він назвав пісню «A Day in the Life» «скажено ґрунтовною екскурсією в мир музичних емоцій з моторошним текстом», «однією зі значніших композицій Леннона/Маккартні» й «історичною подією в поп-музиці».
Френк Заппа був одним з тих рок-музикантів, хто негативно сприйняли альбом — він обвинуватив учасників ансамблю в тому, що вони стали розігрувати з себе «дітей квітів», щоб підвищити продаж своїх альбомів. В інтерв'ю журналу Rolling Stone він заявив: «Вони роблять це лише заради грошей». Пізніше це висловлення стало назвою альбому його гурту Mothers of Invention, фотографія на обкладинці якого пародіювала обкладинку «Сержанта». Іронічним є той факт, що відразу після запису альбому Маккартні сказав про нього: «Це буде наш власний Freak Out!» маючи на увазі дебютний альбом Заппи 1966 року, що часто називається першим концептуальним рок-альбомом.
Через кілька днів після виходу альбому Джиммі Хендрікс виконав заголовну пісню на концерті, де серед глядачів були Леннон і Маккартні. Їх уразило унікальне аранжування й потужне виконання пісні, і те, наскільки швидко він розучив композицію.
За кілька тижнів до виходу альбому, австралійський гурт the Twilights — члени якого одержали промо-копію альбому під час перебування в Лондоні — приголомшив аудиторію живим виконанням всіх треків альбому.
Позиції альбому в чартах були ще краще, ніж відгуки критиків. У Великій Британії він дебютував на 8 місці й того же тижня досяг вершини, де безперервно пробув 23 тижня. (У листопаді 1967 його на деякий час змістив з 1-го місця саундтрек касового фільму «Звуки музики» ).
Коли альбом був перевиданий на компакт-диску 1 червня 1987, він знов досяг першого місця.
У червні 1992 вийшло ювілейне видання альбому на компакт-диску (№ 6 у хіт-параді)
У 2007 році до свого 40-літнього ювілею альбом знову був перевиданий і зайняв 47 місце у Великій Британії.
Альбом загалом провів 201 тиждень у чартах Великої Британії.

## Скандали

### Тема наркотиків
«Сержант Пеппер» викликав багато суперечок в суспільстві, коли слухачі виявили в текстах пісень завуальовані вказівки на наркотики. Самі члени групи завжди заперечували існування подібних натяків. Маккартні в інтерв'ю для Бі-бі-сі в 2004 році зізнався, що наркотики є темою пісень «Got to Get You into My Life» і «Day Tripper», але знову спростував версії про подібний зміст альбому Sgt. Pepper's Lonely Hearts Club Band.
Першою була піддана сумніву пісня «A Day in the Life» у зв'язку із трохи абсурдним текстом і рядком «І'd love to turn you on». Вираження «to turn smb. on» можна перекласти по-різному, у тому числі і як «збудити, зворушити наркотиками». У зв'язку із цими підозрами «A Day in the Life» була знята з ротації Бі-бі-сі ще до виходу платівки, після того, як альбом уперше прозвучав по радіо.
Після виходу альбому сховані посилання на наркотики були виявлені критикою й слухачами ще в декількох піснях. Віце-президент США Спиро Агню виявив присвячений наркотикам зміст в «With a Little Help From My Friends» (зокрема у рядку «I get high with a little help from my friends»). Деякі заявляли, що текст «Fixing a Hole» розповідає про героїнову залежність. Широку популярність здобула думка, що скорочення, складене із перших букв трьох іменників у назві пісні «Lucy in the Sky With Diamonds», відповідає абревіатурі сильного галюциногена LSD. Попри те, що автор пісні, Леннон, не заперечував факт уживання ним наркотиків (у тому числі й у той період), він протягом всього свого життя наполягав на тому, що назва «Lucy in the Sky…» засновано винятково на малюнку його сина Джуліана.
Через підозри в пропаганді наркотиків три пісні («With a Little Help From My Friends», «Lucy in the Sky With Diamonds» і «A Day in the Life») було вилучено з офіційної версії альбому, що поширювалася в Південно-Східній Азії. Замість них на Sgt. Pepper's… потрапили пісні з наступного альбому Beatles Magical Mystery Tour — «The Fool on the Hill», «Baby You're a Rich Man» і «І'm the Walrus».

### Легенда про смерть Пола Маккартні
Існує конспірологічна теорія, згідно з якою Пол Маккартні загинув в автокатастрофі в 1966 році, але керівництво The Beatles вирішило тримати це у секреті, щоб не зашкодити популярності гурту, і тому музикант був замінений на чоловіка з подібною зовнішністю й голосом (який додатково переніс пластичні операції). Нібито з цієї причини The Beatles одночасно перестали виступати на сцені й відростили вуса й бороди. Згідно з цією теорією, у наступних піснях й альбомах «бітли» розмістили численні натяки й вказівки на смерть Маккартні, і «Сержант Пеппер», як перший альбом, виданий після його загибелі, містить чимало таких деталей, наприклад:
1. Рука над головою Маккартні на обкладинці альбому (символ смерті в деяких народів) і значок поліції Онтаріо на його костюмі з абревіатурою, — через те, що не можна розглянути її останню букву, можна прочитати і як OPP (Ontario Province Police — Поліція провінції Онтаріо), і як OPD (Officially Pronounced Dead — Офіційно визнаний загиблим).
2. На фотографії з лицьової частини обкладинки Маккартні єдиний зображений з музичним інструментом темного кольору. Бас-гітара, викладена з квітів, має тільки 3 струни і нагадує перевернуту латинську букву P (П, тобто першу букву імені Пол)
3. Якщо помістити горизонтально напис «LONELY HEARTS» на барабані (що на передній стороні альбому), його дзеркальне відображення буде виглядати як напис «1 ONE І X HE ^ DIE». Згідно з легендою, І символізує римську цифру 1 і разом зі словом ONE (у перекладі — один) утворює число 11. І X у такому випадку слід сприймати як римську 9. Таким чином, виходить дата можливої смерті — залежно від форми запису дати, 11 вересня або 9 листопада. Напис HE DIE граматично неправильний, але, якщо не звертати на це уваги, у перекладі це означає «Він помер». Стрілка між словами вказує на Пола.
4. У словах пісні «Sgt. Pepper's Lonely Hearts Club Band» Маккартні представляє лідера «Оркестру сержанта Пеппера» Біллі Ширса. Прихильники теорії вважають, що так звали двійника, що замінив загиблого музиканта після катастрофи.
5. Пісня «A Day in the Life» начебто описує загибель Маккартні: у ній згадується автокатастрофа, а слова «І'd love to turn you on», що деякі витлумачили як натяк на наркотики, можуть означати й бажання когось воскресити.
6. За допомогою цієї й інших пісень прихильники теорії складають повну картину катастрофи: вона нібито відбулася в середу, о 5-й години ранку (на що вказує початок пісні «She's Leaving Home»), 11 вересня або 9 листопада 1966 року. Ішов дощ (з пісні «Fixing a Hole»: «І'm fixing a hole where the rain gets in», «Я зашпаровую діру, куди проникає дощ»). Маккартні їхав у машині в стані наркотичного сп'яніння (що згадувалося вище абревіатура LSD з «Lucy in the Sky With Diamonds»). В дорозі він підібрав дівчину, що голосувала, на ім'я Рита (героїня пісні «Lovely Rita»). Відбулася аварія. Маккартні помер від травм голови («He blew his mind out in a car» — «Він розбив голову в машині» з пісні «A Day in the Life»), смерть настала швидко (слова з «Good Morning, Good Morning»: «Nothing to do to save his life, call his wife in» — «Його життя ніяк не врятувати, покличте його дружину»).

Деякі з «ключів» суперечать один одному: 11 вересня 1966 року не було середою; хоч 9 листопада 1966 року і припадає на середу, The Beatles набагато раніше оголосили припинення концертної діяльності; рядок «Nothing to do to save his life, call his wife» теж викликає сумнів, оскільки Маккартні в той момент не був одружений.

## Схвалення
Sgt. Pepper's Lonely Hearts Club Band часто називають найкращим рок-альбомом в історії музики  Він очолював рейтинги альбомів за версію різних журналів та телеканалів — Rolling Stone, Bill Shapiro, Alternative Melbourne, Rod Underhill та VH1.
У 1987 журнал Rolling Stone назвав Sgt. Pepper найкращим альбомом за останні 20 років (1967—1987).
У результаті опитування, проведеного HMV, Channel 4, The Guardian і радіо Classic FM в 1997, «Сержант Пеппер» був названий найкращим альбомом всіх часів.
У 1998 читачі журналу Q magazine помістили його на 7 місце в подібному рейтингу. 2003 року альбом посів 10 місце в аналогічному рейтингу телевізійної мережі VH1 ; Цього ж року диск став №1 у Списку 500 найкращих альбомів усіх часів за версією журналу Rolling Stone.
У 2002 журнал Q magazine помістив його на 13 у списку 100 найкращих британських альбомів.
У 2003 став одним з 50 альбомів, вибраних Бібліотекою Конгресу для збереження в національному реєстрі записів.
У 2006 журнал Time Magazine назвав «Сержанта Пеппера» одним з 100 найкращих альбомів всіх часів.
Відповідно до голосування, проведеного радіостанцією Бі-бі-сі серед своїх слухачів до п'ятидесятиріччя британських чартів в 2006 році, альбом посідає перше місце по популярності у Великій Британії.

## У популярній культурі
- У середині 1970-х був поставлений однойменний мюзикл, а в 1978 році вийшов фільм за участю Пітера Фремптона й членів групи Bee Gees. The Beatles дали згоду на використання музики й назви, але самі не взяли участі у фільмі.
- У 1988 році журнал New Musical Express видав збірник за назвою Sgt. Pepper Knew My Father, в який увійшли кавер-версії всіх пісень альбому, записані різними виконавцями:

1. Three Wize Men — «Sgt. Pepper's Lonely Hearts Club Band»
2. Wet Wet Wet — «With a Little Help From My Friends»
3. The Christians — «Lucy in the Sky With Diamonds»
4. The Wedding Present і Амелія Флетчер — «Getting Better»
5. Hue and Cry — «Fixing a Hole»
6. Біллі Брег і Кара Тайві — «She's Leaving Home»
7. Френк Сайдботом — «Being for the Benefit of Mr. Kite!»
8. Sonic Youth — «Within You Without You»
9. Кортни Пайн — «When І'm 64»
10. Мішель Шоккед — «Lovely Rita»
11. The Triffids — «Good Morning, Good Morning»
12. Three Wize Men — «Sgt. Pepper's Lonely Hearts Club Band (Reprise)»
13. The Fall — «A Day in the Life»

- Відомі ще дві кавер-версії цілого альбому: перша була записана гуртом Big Daddy в 1983 році (пісні були виконані в стилі різних виконавців 1950-х—1960-х рр.); другу представив колектив The Exciting Sandwich в 2005 році.
- Існують численні пародії на обкладинку альбому. Один з найвідоміших прикладів — обкладинка платівки We're Only in It for the Money гурту Френка Заппи The Mothers of Invention.

## Видання альбому
| Країна              | Дата            | Лейбл                  | Формат           | Каталог       |
| ------------------- | --------------- | ---------------------- | ---------------- | ------------- |
| Велика Британія     | 1 квітня 1967   | Parlophone             | LP (моно)        | PMC 7027      |
| Велика Британія     | 1 квітня 1967   | Parlophone             | LP (стерео)      | PCS 7027      |
| США                 | 2 квітня 1967   | Capitol Records        | LP (моно)        | MAS 2653      |
| США                 | 2 квітня 1967   | Capitol Records        | LP (стерео)      | SMAS 2653     |
| Світове перевидання | 1 квітня 1987   | Apple, Parlophone, EMI | CD (стерео)      | CDP 7 46442 2 |
| Японія              | 11 березня 1998 | Toshiba-EMI            | CD               | TOCP 51118    |
| Японія              | 21 січня 2004   | Toshiba-EMI            | LP (ремастеринґ) | TOJP 60138    |

## Позиції в хіт-парадах
| Рік  | Чарт                         | Найвища позиція | Час на найвищій позиції |
| ---- | ---------------------------- | --------------- | ----------------------- |
| 1967 | Billboard 200 (США)          | 1               | Серпень—жовтень 1967    |
| 1967 | Британські альбомні чарти    | 1               | 23 тижні                |
| 1967 | Австралійські альбомні чарти | 1               |                         |
| 1967 | Норвезькі альбомні чарти     | 1               |                         |

## Нагороди

### Премія «Греммі»
- 1967 — Найкращий альбом року
- 1967 — Найкраща звукорежисура (некласична музика)
- 1967 — Найкращий сучасний альбом
- 1967 — Найкраща обкладинка альбому

### Номінації на премію «Греммі»
- 1967 — Найкраще вокальне виконання (гурт)
- 1967 — Найкращий сучасний вокальний ансамбль
- 1967 — Найкращий інструментальний супровід (пісня «A Day in the Life»)

## Учасники запису

### The Beatles
1. Джон Леннон: гітари, клавішні, фортепіано, ударні, вокал.
2. Пол Маккартні: бас-гітара, гітари, фортепіано, клавішні, вокал.
3. Джордж Гаррісон: гітари, гармоніка, ударні, бубен, ситар, фортепіано, вокал.
4. Рінго Старр: ударні, гармоніка, дзвіночки, фортепіано, вокал.

### Сесійні музиканти
1. Джеймс Бак: валторна в «Sgt. Pepper's Lonely Hearts Club Band».
2. Ніл Сандерс: валторна в «Sgt. Pepper's Lonely Hearts Club Band».
3. Тоні Рендалл: валторна в «Sgt. Pepper's Lonely Hearts Club Band».
4. Джон Берден: валторна в «Sgt. Pepper's Lonely Hearts Club Band».
5. Ерик Грюнберґ: скрипка в «She's Leaving Home», «Within You Without You» i «A Day in the Life».
6. Дерек Джейкобс: скрипка в «She's Leaving Home» i «A Day in the Life».
7. Тревор Вільямс: скрипка в «She's Leaving Home» i «A Day in the Life».
8. Хосе Луїс Гарсія: скрипка в «She's Leaving Home» i «A Day in the Life».
9. Джон Андервуд: альт в «She's Leaving Home» i «A Day in the Life».
10. Стефен Шинглс: альт в «She's Leaving Home» i «A Day in the Life».
11. Денніс Вігей: віолончель в «She's Leaving Home» i «A Day in the Life».
12. Алан Делзієл: віолончель в «She's Leaving Home» i «A Day in the Life».
13. Гордон Пірс: контрабас в «She's Leaving Home» i «A Day in the Life».
14. Шейла Бромберґ: арфа в «She's Leaving Home».
15. В. Лакшварна: індійська арфа в «Within You Without You».
16. Шамбу-Дас: ділруба в «Within You Without You».
17. Раві Шанкар: ділруба й ситар в «Within You Without You».
18. Алан Лавдей: скрипка в «Within You Without You».
19. Джуліан Гейллард: скрипка в «Within You Without You».
20. Пол Шерман: скрипка в «Within You Without You».
21. Ральф Елман: скрипка в «Within You Without You».
22. Девід Вольфсголл: скрипка в «Within You Without You».
23. Джек Ротштейн: скрипка в «Within You Without You».
24. Джек Грін: скрипка в «Within You Without You».
25. Реджинальд Кілбі: віолончель в «Within You Without You».
26. Аллен Форд: віолончель в «Within You Without You».
27. Пітер Бівен: віолончель в «Within You Without You».
28. Роберт Бернс: кларнет в «When І'm Sixty-Four» i «A Day in the Life».
29. Генрі Маккензі: кларнет в «When І'm Sixty-Four» i «A Day in the Life».
30. Френк Ріді: кларнет в «When І'm Sixty-Four».
31. Беррі Кемерон: саксофон в «Good Morning, Good Morning».
32. Девід Глайд: саксофон в «Good Morning, Good Morning».
33. Ян Голмс: саксофон в «Good Morning, Good Morning».
34. Чі Джон: валторна в «Good Morning, Good Morning».

### Інші
1. Джордж Мартін: продюсер запису, клавішні, фортепіано, фісгармонія.
2. Джеф Імерик: звукооператор.
3. Мел Еванс: фортепіано, гармоніка, фісгармонія, ударні, вокал.
4. Ніл Аспінолл: гармноніка, тамбура.